# Réaup-Lisse
Réaup-Lisse – miejscowość i gmina we Francji, w regionie Nowa Akwitania, w departamencie Lot i Garonna.
Według danych na rok 1990 gminę zamieszkiwało 491 osób, a gęstość zaludnienia wynosiła 7 osób/km² (wśród 2290 gmin Akwitanii Réaup-Lisse plasuje się na 719. miejscu pod względem liczby ludności, natomiast pod względem powierzchni na miejscu 72.).